# Lübecker Weihnachtsmarkt

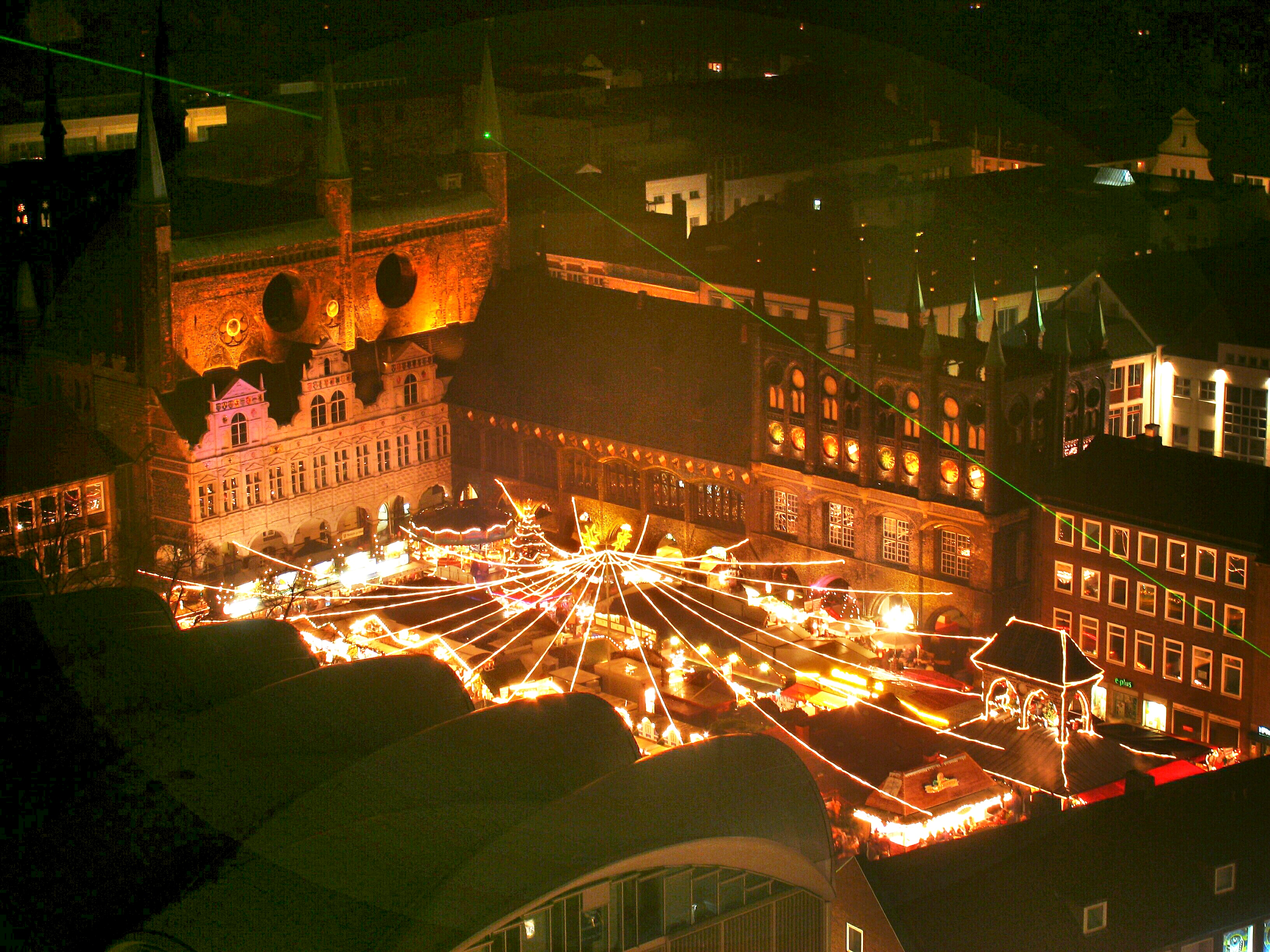
Weihnachtsmarkt auf dem Markt (2005)

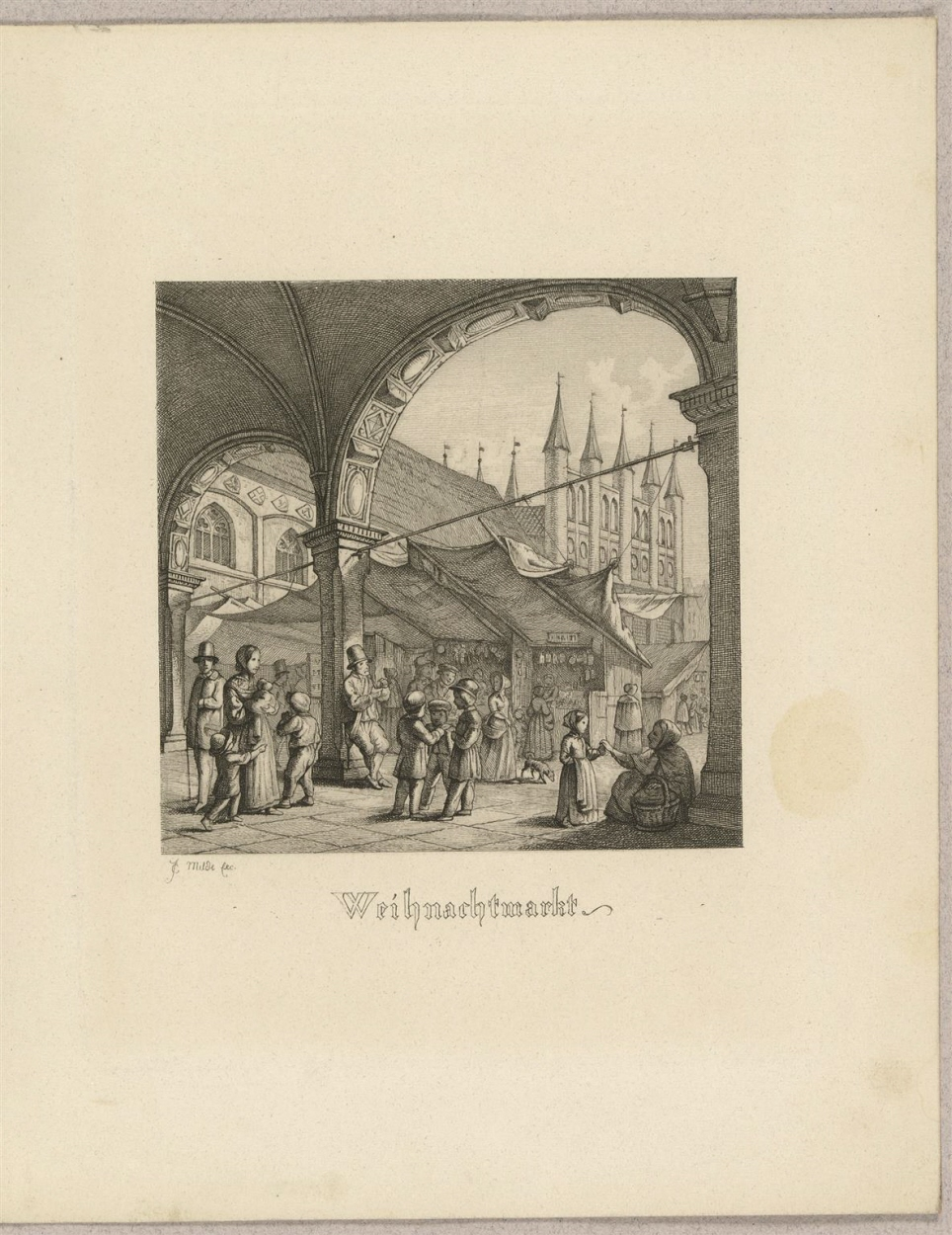
Lübecker Weihnachtsmarkt (Carl Julius Milde vor 1857)

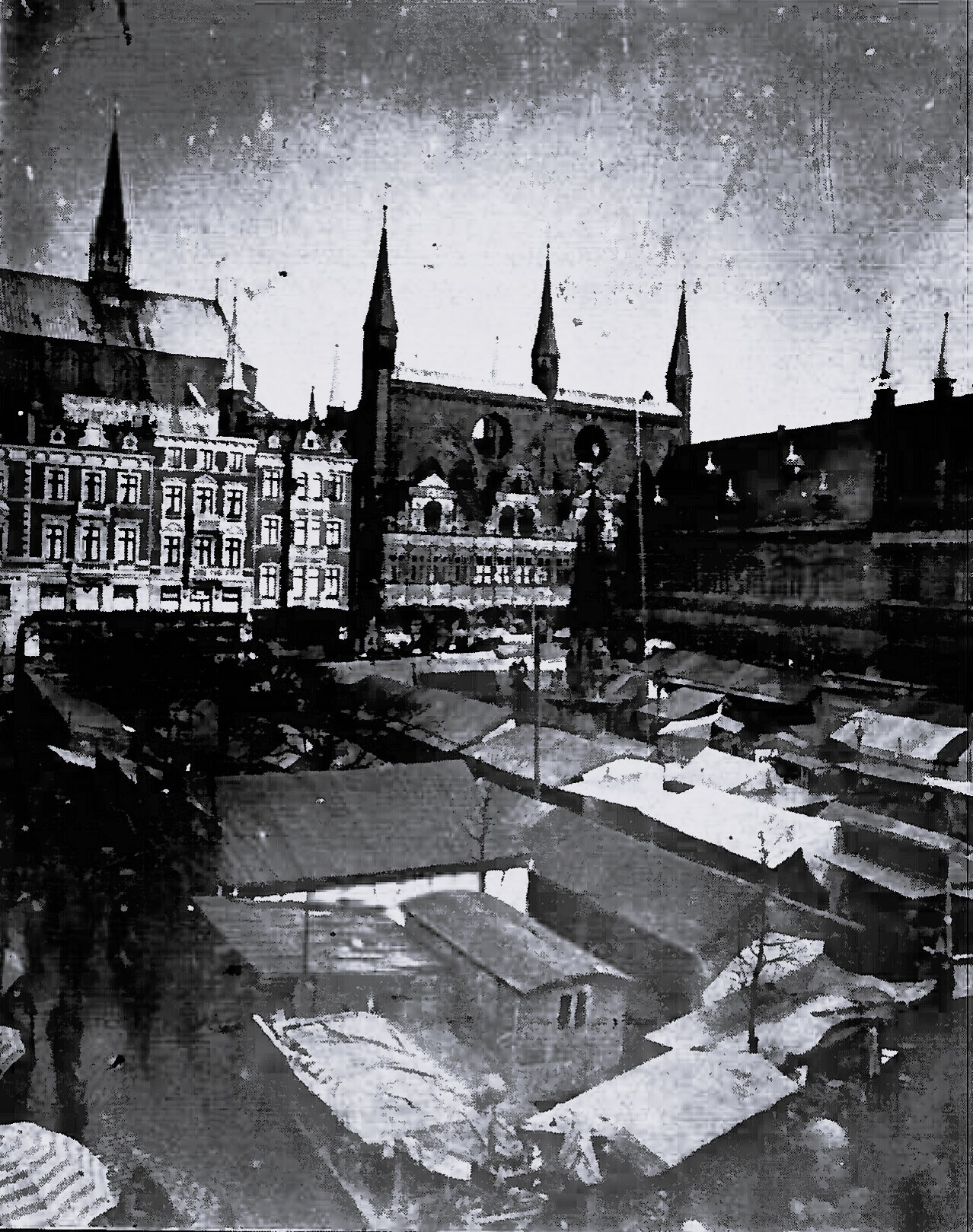
Weihnachtsmarkt auf dem Marktplatz (1924)

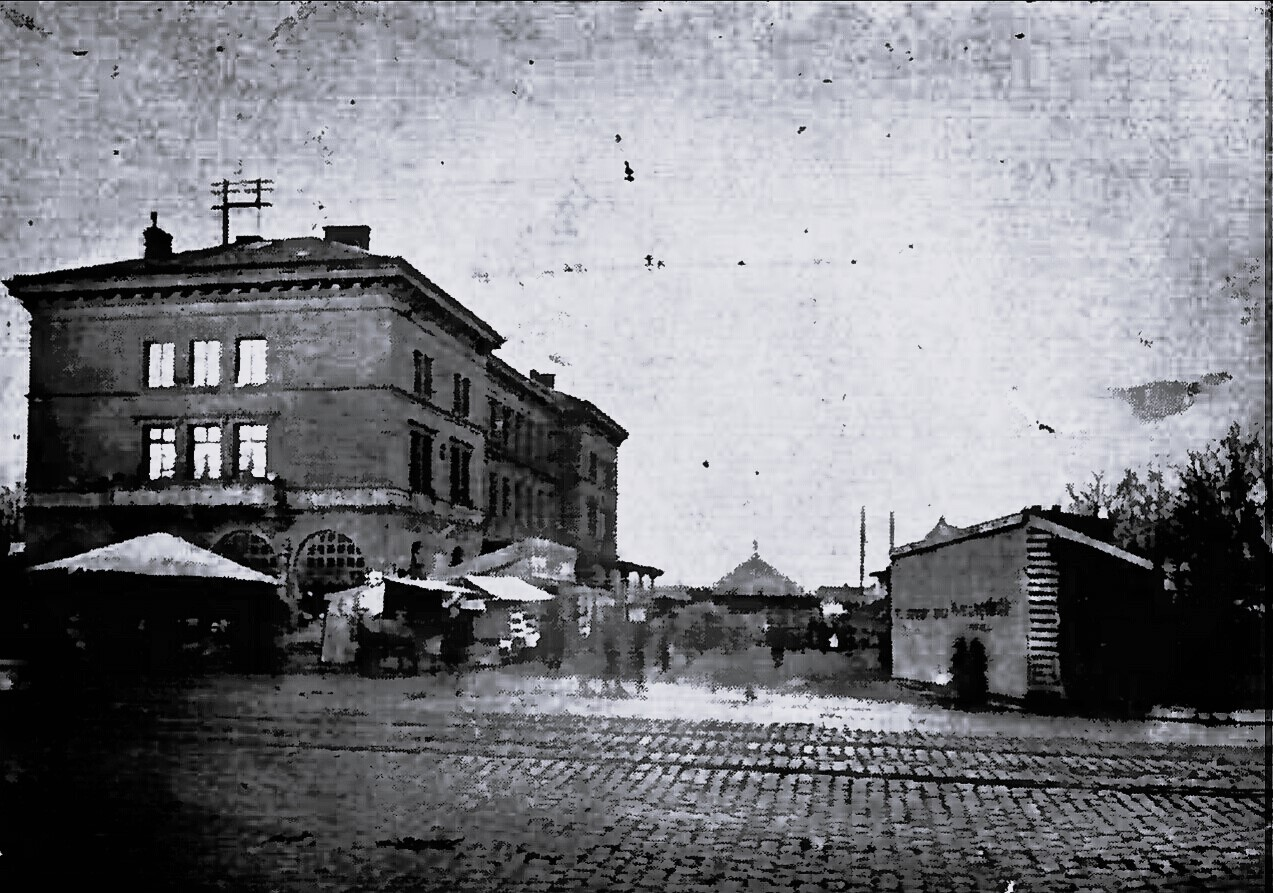
Weihnachtsmarkt am alten Bahnhof (1924)

Der Lübecker Weihnachtsmarkt wurde erstmals 1648 urkundlich erwähnt und ist heute einer der bekanntesten Weihnachtsmärkte Norddeutschlands. Er findet jährlich vom Tag nach Ewigkeitssonntag bis zum 30. Dezember in der Lübecker Altstadt statt.

## Geschichte
Der Weihnachtsmarkt der Hansestadt Lübeck ist mit großer Wahrscheinlichkeit älter als seine erste urkundliche Erwähnung im Jahr 1648. Anders als heute fand der Markt im 17. Jahrhundert jedoch ausschließlich an den jeweils letzten beiden Werktagen vor Weihnachten, Neujahr und Dreikönig statt. Ab dem Jahr 1872 wurde der Markt vom 21. Dezember bis zum 5. Januar und seit 1895 schließlich nur noch bis zum Silvesterabend abgehalten. Lokalität war nahezu durchgehend der zentral gelegene Markt am Rathaus. Seit 1847 wurden auch die angrenzenden Schrangen und nach dessen Bebauung 1855 der Koberg miteinbezogen. Zeitweise wurden Teile des Marktes auch auf der Parade und am Alten Bahnhof an der Obertrave abgehalten.
Noch bis zum Ende des 19. Jahrhunderts war der Weihnachtsmarkt vor allem von Handwerkern und deren Produkten geprägt sowie von reisenden Musikanten. 1803 beschrieb Garlieb Merkel ihn so:
Auf den Marktplätzen waren hölzerne Buden aufgeschlagen, in denen Spielgeräthe, Confekt und warme Waffeln feilgeboten wurden, und sobald sie am Abende erleuchtet waren, strömte jung und alt dahin, sich in dem schönen Lichterscheine zu ergehen. Auf allen Gassen ertönte Musik...
Händler von außerhalb mussten nachweisen, dass die von ihnen angebotenen Waren von ihnen selbst hergestellt waren und keine Handelsware waren. Vor 1873 waren auswärtige Händler auch noch einer stärkeren Reglementierung unterworfen, indem diese ihre Waren nur bis zum Dunkelwerden anbieten durften, während einheimische lübsche Handwerker und Händler ihre Stände bis 23 Uhr abends geöffnet halten durften. Die zum Beispiel aus dem angrenzenden Holstein oder Mecklenburg stammenden Händler mussten auch eine höhere Standgebühr zahlen und – aus Angst vor möglichen Seuchen – zeitweise Gesundheitsatteste vorweisen. Die einheimischen Verkäufer hatten feste auf Lebenszeit zugewiese Plätze. Verkauft wurde schon damals in kleinen Holzbuden. Im Jahr 1829 kamen so 125 Verkäufer zusammen, die meisten von ihnen gehörten dem Handwerk an. Unter ihnen gab es beispielsweise Kuchenbäcker, Schuster oder Korbmacher.
Seit alter Zeit hatte sich der Weihnachtsmarkt mit seinem Budenzauber auf dem Lübecker Marktplatz erhalten. Allmählich war nun der Platz um den Marktbrunnen herum zu eng geworden. So wurde 1924 der Platz zwischen dem Holstentor und dem alten Bahnhof mit hinzugenommen, wo sich ein überaus reges Leben abspielte. Dies war auch deswegen der Fall, da diese Filiale des Weihnachtsmarktes sich durch Karussells, Luftschaukeln und andere Vergnügungsinstitute, die es auf dem Marktplatz nicht gab, auszeichnete.

## Gegenwart

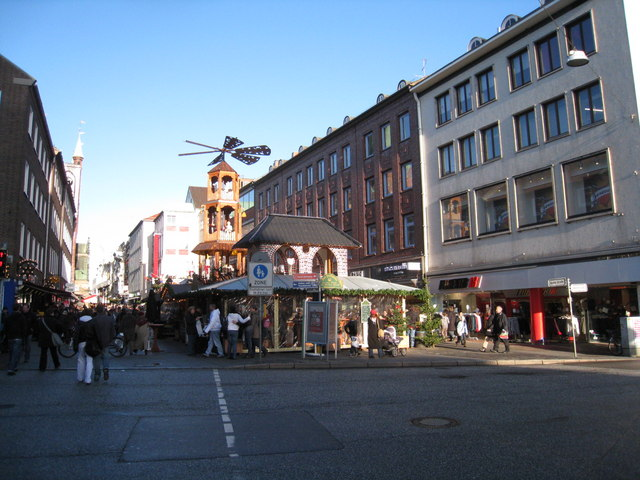
Weihnachtsmarkt Breite Straße

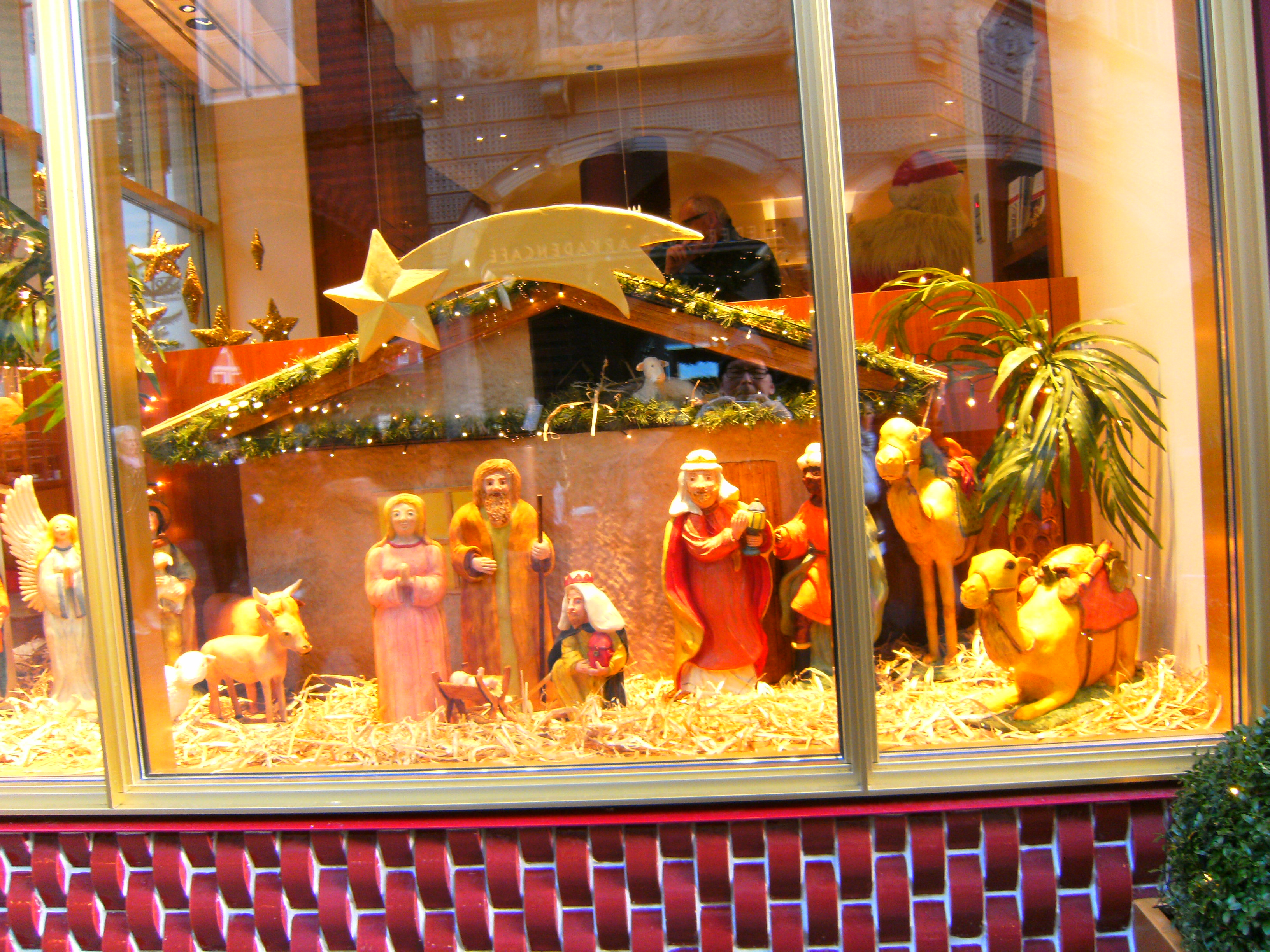
Niederegger in der Vorweihnachtszeit

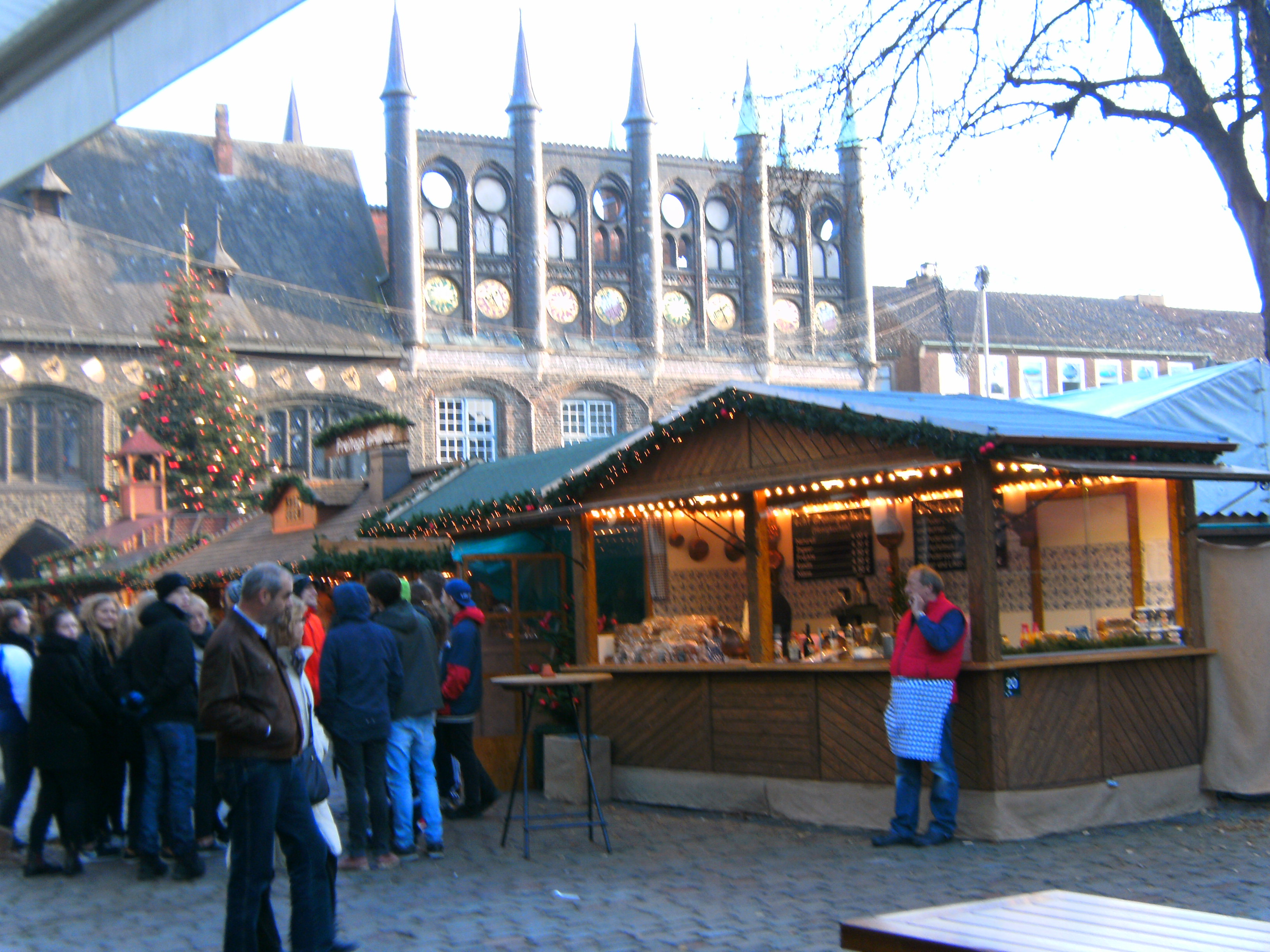
Weihnachtsmarkt auf dem Markt

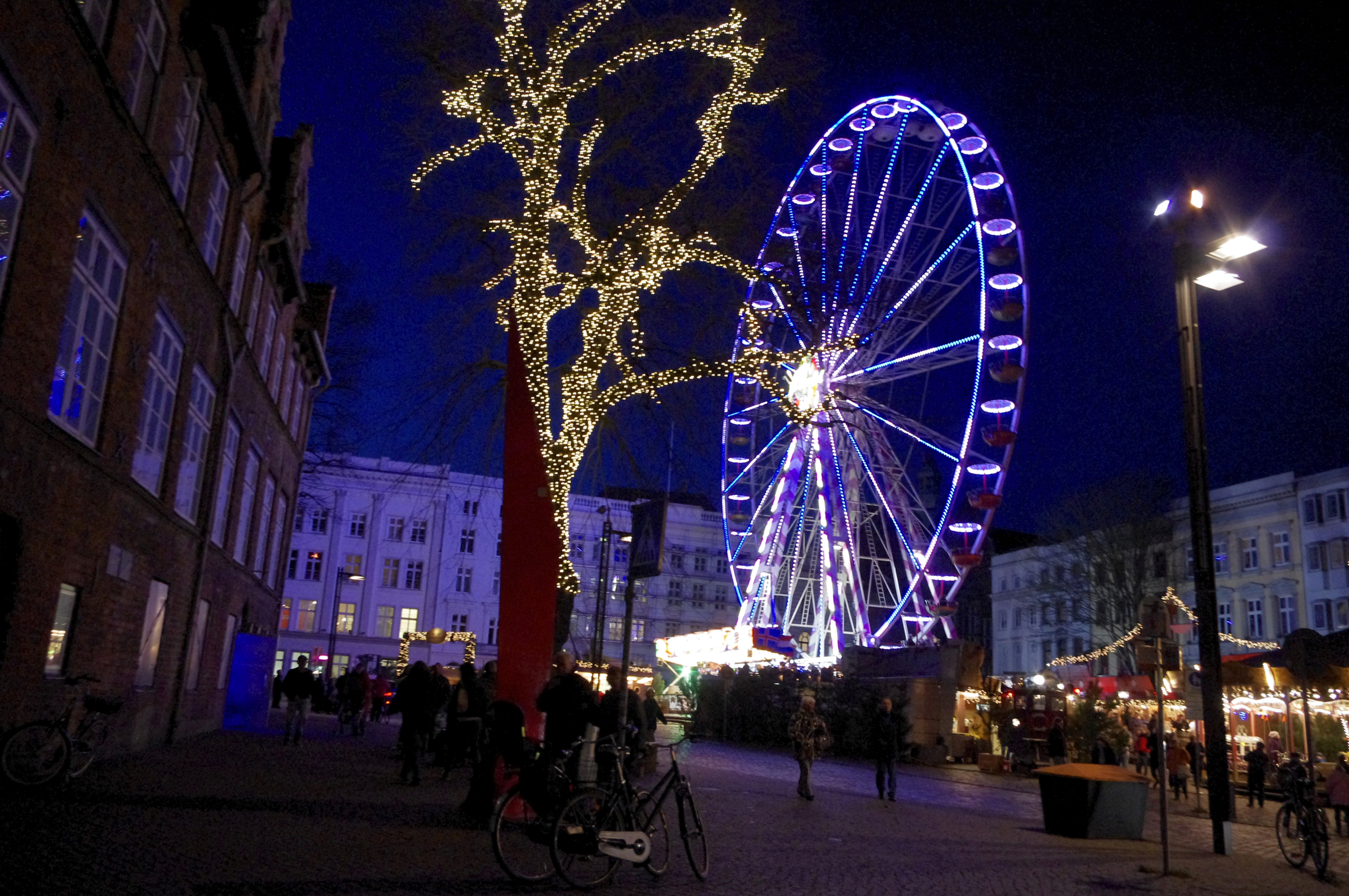
Maritimer Weihnachtsmarkt auf dem Koberg

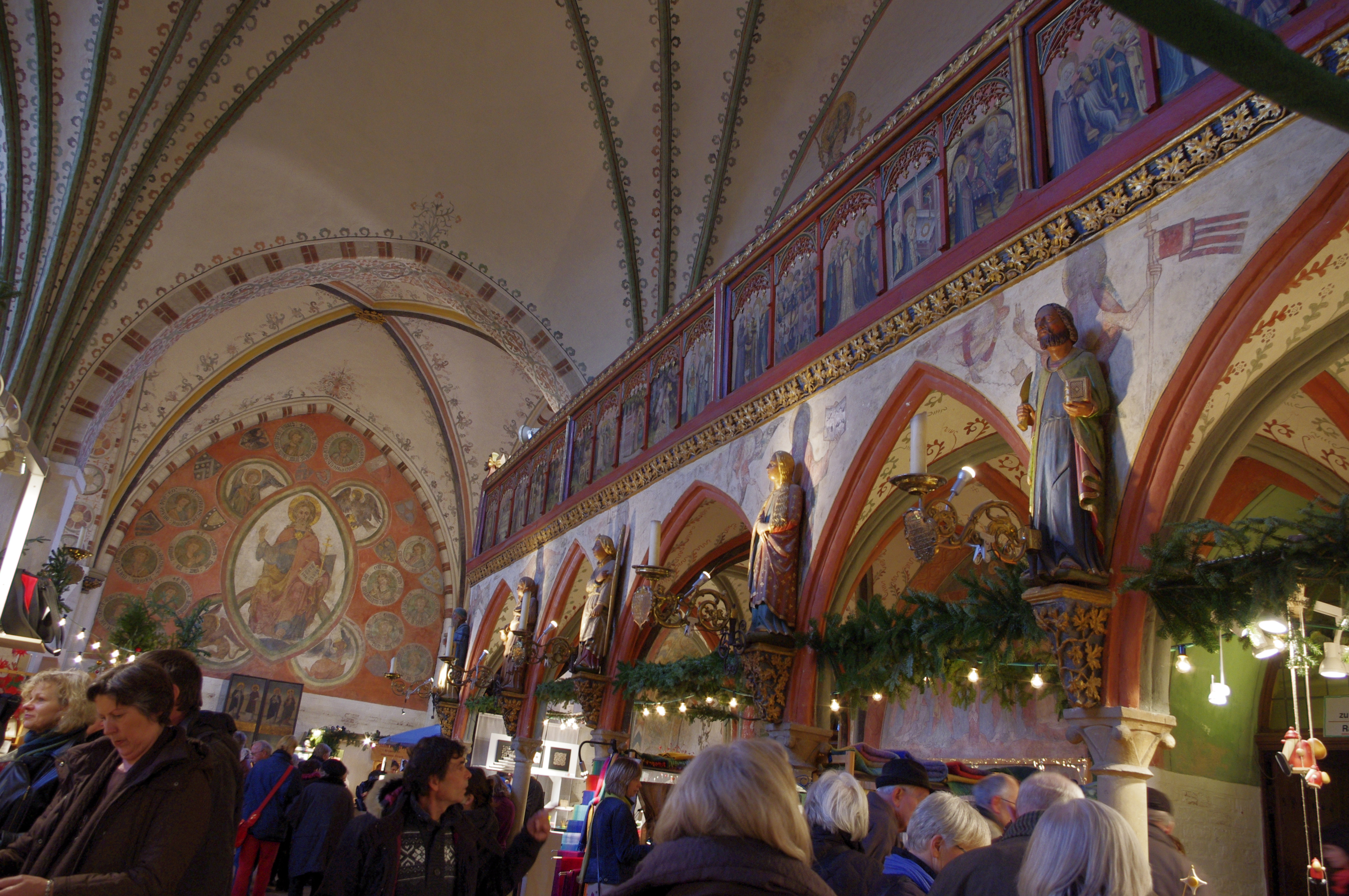
Kunsthandwerkermarkt Heiligen-Geist-Hospital

Der Weihnachtsmarkt umfasst insgesamt etwa 150 Verkaufsstände in mehreren aufeinander folgenden Marktarealen in der Lübecker Altstadt. Die Märkte ziehen sich von der Obertrave beim Holstentor über die Petrikirche, Rathaus/Breite Straße/Sandstraße, den Marienkirchhof, den Koberg bis zum Heiligen-Geist-Hospital hin. Die Besucher kommen auch aus den nordischen Ländern. Die Märkte werden nicht alle gleichzeitig eröffnet.
Die Lübecker Marketinggesellschaft vermarktet Lübeck in der Advents- und Weihnachtszeit unter dem Begriff „Weihnachtsstadt des Nordens“.
Bedingt durch die COVID-19-Pandemie fand der Weihnachtsmarkt 2020 nicht statt.
Die Märkte haben unterschiedliche Schwerpunkte im Angebot:
- Weihnachtswunderland an der Obertrave: Am Ufer der Obertrave gibt es ein spezielles Angebot für Familien inkl. Weihnachtsbäckerei und Kunsteisbahn für Kinder.
- Kunsthandwerkermarkt in der Kulturkirche Petrikirche: Im Kirchenraum bieten etwa 80 Aussteller drei Wochen lang modernes Kunsthandwerk aus Seide, Bronze, Eisen, Stein, Glas, Holz und Leder an.[7] Das Angebot wechselt innerhalb der Ausstellungszeit.[8]
- Weihnachtsmarkt Sandstraße.
- Weihnachtsmarkt Breite Straße: Um die Fußgängerzone herum gruppieren sich Imbiss- und Verkaufsstände.
- Vorweihnachtszeit bei Niederegger in der Breiten Straße.
- Weihnachtsmarkt auf dem Markt: Einheitliche Ausstattung mit Weihnachtsbuden und beleuchteter Tanne. Hauptsächlich Essen und Getränke.
- Historischer Weihnachtsmarkt Marienkirchhof an der Marienkirche: Dies ist ein historischer Weihnachtsmarkt in mittelalterlicher Kulisse mit Schmuckangebot und Handwerkern.
- Märchenwald an der Marienkirche bei der Mengstraße: Umgeben von kleinen Tannenbäumen werden in kleinen Hütten Märchenszenen dargestellt und auf Holztafeln erläutert.
- Weihnachtsmarkt auf dem Schrangen, zwischen Breite Straße und Königstraße.
- Maritimer Weihnachtsmarkt auf dem Koberg (Lübeck): Riesenrad und vorwiegend Getränke in der Kulisse von Netzen, Holzfässern und Schiffswracks.
- Kunsthandwerkermarkt Heiligen-Geist-Hospital: Dies ist ein Kunsthandwerkermarkt in hundert Kabäuschen in der Halle des historischen, ehemaligen Spitals mit 150 Kunsthandwerkern aus Deutschland, den Baltischen Staaten, Skandinavien, Schweiz und Frankreich. Veranstaltet wird der Markt von der Lübecker Ortsgruppe im Deutschen Verband Frau und Kultur. Die Kunsthandwerker bewerben sich um die Teilnahme. Der Kunsthandwerkermarkt ist aus Rücksicht auf das historische Bauwerk nur etwa 10 Tage geöffnet. (2014 vom 28. November bis 8. Dezember).[9] Das Kunsthandwerk ist aus den Materialien Glas, Holz, Keramik, Porzellan, Papier, Messing, Metall und Textil hergestellt. Zahlreiche Aussteller wechseln in der zweiten Hälfte der Ausstellungsperiode. Im Untergeschoss, in den Kellerräumen, werden Getränke und Waffeln verkauft.[10] Musik, Gesang und Lesungen begleiten die Verkaufsausstellung.[11]